# Gaz ziemny

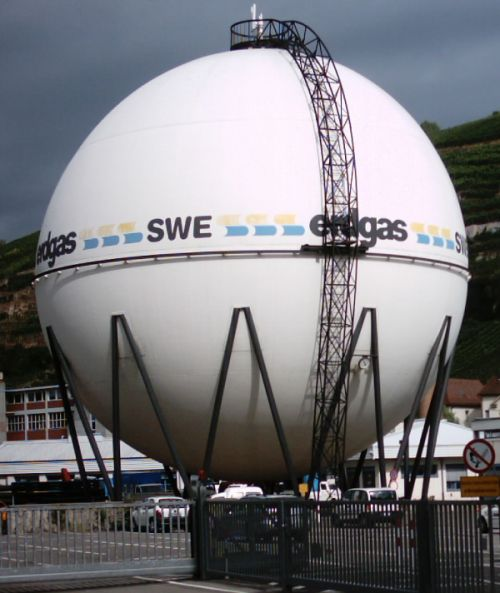
Zbiornik na gaz ziemny

Gaz ziemny, zwany również błękitnym paliwem albo po prostu gazem – rodzaj paliwa kopalnego pochodzenia organicznego, gaz zbierający się w skorupie ziemskiej w pokładach wypełniających przestrzenie, niekiedy pod wysokim ciśnieniem. Pokłady gazu ziemnego występują samodzielnie lub towarzyszą złożom ropy naftowej lub węgla kamiennego.  Gaz ziemny jest nieodnawialnym źródłem energii.

## Charakterystyka
Zawartość składników jest zmienna i zależy od miejsca wydobycia, jednak głównym składnikiem stanowiącym ponad 90% gazu ziemnego jest zawsze metan. Oprócz niego mogą występować niewielkie ilości etanu, propanu, butanu i innych związków organicznych oraz mineralnych. Gaz ziemny jest bezwonny i jest specjalnie nawaniany przed wprowadzeniem do sieci gazowej w celu ułatwienia wykrycia jego obecności w powietrzu. Gaz ziemny jest mniej szkodliwy dla środowiska niż inne źródła energii: emisja CO2 ze spalania gazu jest do 24% mniejsza niż w przypadku ropy oraz do 41% mniejsza niż w przypadku węgla kamiennego. Znacznie zredukowana jest także emisja innych substancji chemicznych, w tym rtęci, siarki oraz dwutlenku azotu.

## Zasoby
Zasoby gazu ziemnego na świecie w miliardach metrów sześciennych w roku 2012:
| Pozycja | Państwo                      | Zasoby w mld m³ |
| ------- | ---------------------------- | --------------- |
| *       | Świat                        | 208 400         |
| 1       | Rosja                        | 47 570          |
| 2       | Iran                         | 33 070          |
| 3       | Katar                        | 25 200          |
| 4       | Turkmenistan                 | 24 300          |
| 5       | Arabia Saudyjska             | 8 028           |
| 6       | Stany Zjednoczone            | 7 716           |
| 7       | Zjednoczone Emiraty Arabskie | 6 089           |
| 8       | Wenezuela                    | 5 524           |
| 9       | Nigeria                      | 5 110           |
| 10      | Algieria                     | 4 502           |
| 11      | Indonezja                    | 3 994           |
| 12      | Chiny                        | 3 200           |
| 13      | Irak                         | 3 171           |
| 14      | Kazachstan                   | 2 407           |
| 15      | Malezja                      | 2 350           |
| 16      | Egipt                        | 2 186           |
| 17      | Unia Europejska              | 2 008           |
| 18      | Norwegia                     | 2 007           |
| 19      | Uzbekistan                   | 1 841           |
| 20      | Kuwejt                       | 1 798           |
| 21      | Kanada                       | 1 727           |
| 22      | Libia                        | 1 495           |
| 23      | Holandia                     | 1 303           |
| 24      | Indie                        | 1 154           |
| 25      | Ukraina                      | 1 104           |
| ...     |                              | 100             |
| 55      | Polska                       | 95              |

1. ↑  Dane z 2009 roku.
2. ↑  Największe złoża w Unii Europejskiej.

Według OECD światowe zasoby gazu ziemnego są nadal znaczne, choć ich wydobycie będzie coraz trudniejsze:

Zasoby gazu wystarczą, aby pokryć wszystkie wyobrażalne wzrosty zapotrzebowania do 2030 r. i dużo dłużej, jednak koszty wydobycia nowych zasobów będą rosnąć w długim okresie. Na koniec 2008 r. potwierdzone złoża gazu na świecie wyniosły ponad 180 bln m³ – co stanowi około 60 lat produkcji na obecnym poziomie wydobycia (...) Całość światowych wydobywalnych w długim okresie zasobów gazu jest szacowana na poziomie ponad 850 bln m³

### Zasoby podwodne
W niskiej temperaturze i przy wysokim ciśnieniu metan tworzy z wodą klatraty metanu. Szacuje się, że zasoby metanu w klatratach wynoszą 2,5–10 razy więcej niż złoża podziemne. Budzą one zainteresowanie jako potencjalne źródła do pozyskiwania gazu ziemnego. Stanowią jednak też zagrożenie dla klimatu Ziemi (globalne ocieplenie) ze względu na duży potencjał cieplarniany metanu i spontaniczne jego uwalnianie z klatratów do atmosfery.

## Wydobycie
W światowym wydobyciu gazu ziemnego w 2001 przodowały:
| Pozycja | Państwo    | Wydobycie w PJ | Wydobycie w mld m³ |
| ------- | ---------- | -------------- | ------------------ |
| *       | Świat      | 100 000        | 3300               |
| 1       | Rosja      | 23 200         | 765,6              |
| 2       | USA        | 21 100         | 696,3              |
| 3       | Kanada     | 6 500          | 214,5              |
| 4       | Algieria   | 3 400          | 122,2              |
| 5       | Iran       | 2 350          | 77,55              |
| 6       | Holandia   | 2 200          | 72,6               |
| 7       | Norwegia   | 2 200          | 72,6               |
| 8       | Uzbekistan | 2 150          | 70,95              |
| 9       | Meksyk     | 2 050          | 67,65              |

W światowym wydobyciu gazu ziemnego w 2017 przodowały:
| Pozycja | Państwo          | Wydobycie w mld m³ |
| ------- | ---------------- | ------------------ |
| *       | Świat            | 3680,4             |
| 1       | USA              | 734,5              |
| 2       | Rosja            | 635,6              |
| 3       | Iran             | 223,9              |
| 4       | Kanada           | 176,3              |
| 5       | Katar            | 175,7              |
| 6       | Chiny            | 149,2              |
| 7       | Norwegia         | 123,2              |
| 8       | Australia        | 113,5              |
| 9       | Arabia Saudyjska | 111,4              |
| 10      | Algieria         | 91,2               |

### Europa
Największym producentem gazu ziemnego w Europie Północnej jest Norwegia, która bogaci się dzięki złożom pod dnem Morza Norweskiego oraz Morza Północnego. Zapewniają one bezpieczeństwo energetyczne temu nordyckiemu państwu oraz stałe dochody, które dzięki wcześnie przyjętym założeniom politycznym w całości są przeznaczane na modernizację norweskiej gospodarki.
3 października 2006 na hurtowym rynku gazu w Wielkiej Brytanii nastąpiło niespotykane wydarzenie – ceny osiągnęły po raz pierwszy w historii wartość ujemną. Producenci byli zmuszeni dopłacać odbiorcom, aby pozbyć się nadwyżek towaru. Było to związane z komercyjnym uruchomieniem nowego gazociągu Langeled, transportującego gaz z Norwegii do Anglii. W ramach testów wpompowano do niego dodatkowe ilości gazu, które „zalały” Europę.

### Polska

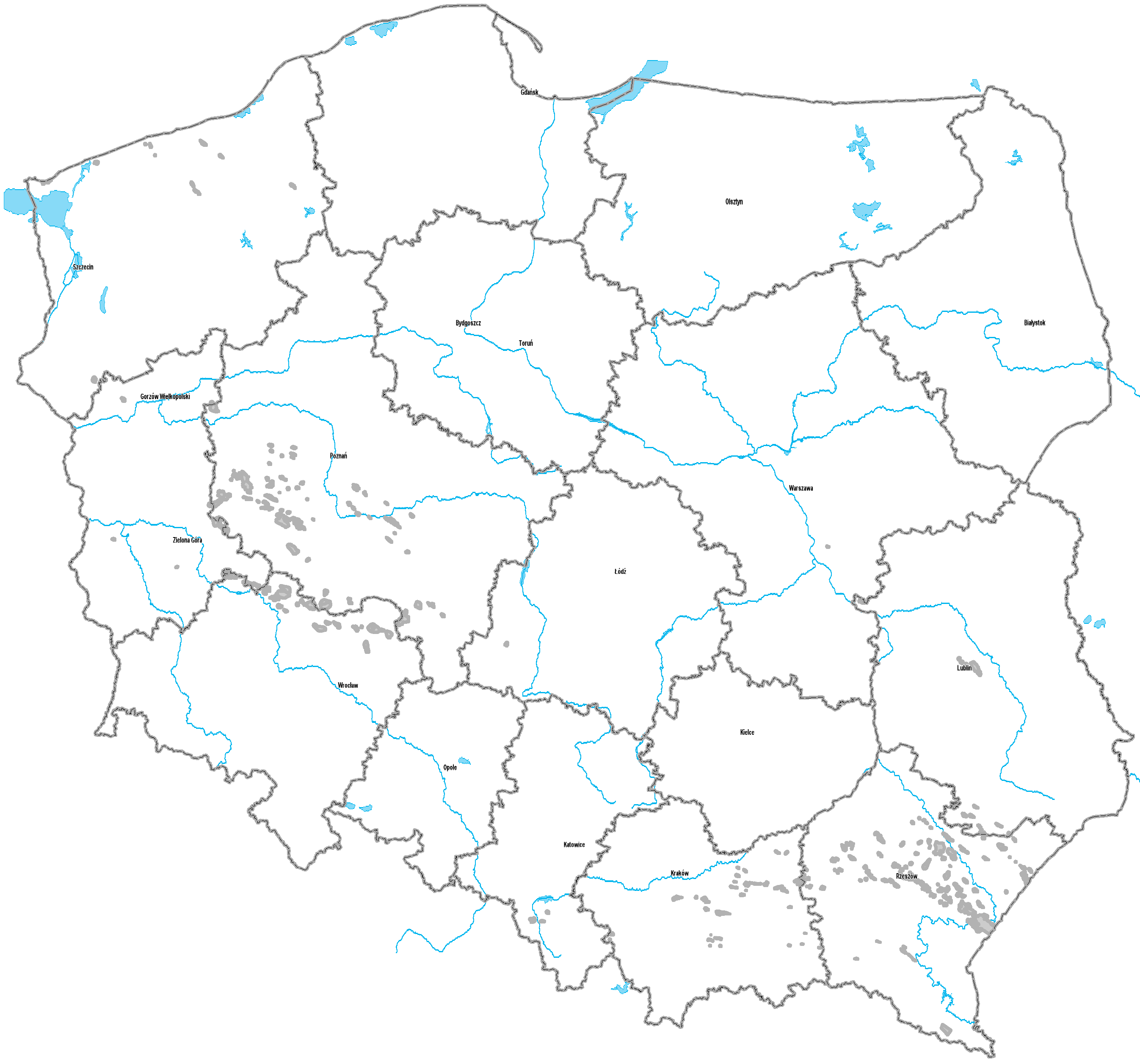
Złoża gazu ziemnego w Polsce (mapy koncesji geologicznych udostępnia Ministerstwo Środowiska)

W Polsce gaz ziemny wydobywa się głównie na Podkarpaciu (Przemyśl, Husów, Sanok) i zapadlisku przedkarpackim (wysokometanowy) w wyniku odmetanowywania kopalni węgla kamiennego w GOP, w Wielkopolsce (Odolanów, Kościan, Grodzisk Wielkopolski, Międzychód) oraz Lubuskiem (Drezdenko). Pierwsze odwierty zakończyły się powodzeniem i uruchomienie 13 kopalń planowane jest przez PGNiG już w 2012 roku. W ostatnim czasie rozpoczęły się nowe badania w celu potwierdzenia obecności ropy w okolicach Szamotuł oraz Trzcianki i Czarnkowa.
Oprócz metod tradycyjnych w Polsce istnieją także możliwości niekonwencjonalnego uzyskiwania gazu ziemnego. Może to być metan ze złóż węgla, metan z łupków oraz gaz wydobywany z izolowanych porów skalnych. Zasoby takie szacuje się na 1,5–3 bln metrów sześciennych. W roku 2010 rozpoczęły się prace poszukiwawcze, które w perspektywie kilku lat dadzą odpowiedź, czy takie złoża istnieją. Złoża konwencjonalne są szacowane na 98 mld metrów sześciennych.
Na przełomie lat 2015/2016 wydobycie krajowe zaspokajało ok. 1/3 zapotrzebowania na gaz w Polsce. Pozostałe 2/3 pochodziły z importu, przede wszystkim z Rosji.
Zapotrzebowanie Polski na gaz w roku 2019 wynosiło około 18 mld m³.

## Przetwórstwo gazu ziemnego
Gaz ziemny docierający do końcowego użytkownika znacznie się różni od składu gazu wydobywanego. Większość dostarczanego gazu to jest tzw. gaz wysokometanowy, ale gaz surowy zanim zostanie wtłoczony do rurociągów, musi zostać oddzielony od innych frakcji węglowodorów i oczyszczony z zanieczyszczeń. Niektóre węglowodory takie jak etan, propan, butan są bardzo wartościowe jako niezależne produkty, ale nie mogą być tłoczone gazociągami ze względu na tendencję do skraplania się. W surowym gazie ziemnym występują też para wodna, hel, siarka i siarkowodór, dwutlenek węgla, resztki ropy (zwłaszcza przy gazie towarzyszącym wydobywaniu ropy naftowej). Instalacje do przetwórstwa gazu ziemnego nie wymagają aż tak dużych nakładów jak rafinerie ropy naftowej, ale wraz z całą infrastrukturą przesyłową są one na tyle wysokie w przypadku gazu towarzyszącego wydobywaniu ropy naftowej, że często firmy wydobywcze wolą surowy gaz spalić niż przetworzyć i przesłać rurociągami lub w postaci gazu skroplonego do końcowego użytkownika. Redukcja nieuzasadnionego spalania surowego gazu ziemnego jest jedną z trosk Banku Światowego mającą na celu ochronę środowiska naturalnego i redukcję emisji dwutlenku węgla.

## Substitute natural gas – zastępczy gaz ziemny[19]
Choć gaz ziemny z definicji jest paliwem kopalnym, możliwe jest produkowanie gazu o zbliżonych właściwościach z innych surowców. Podstawowy składnik gazu ziemnego, czyli metan, jest produktem m.in. fermentacji metanowej i znajduje się w gazie wysypiskowym, biogazie, gazie z odmetanowania kopalń. Możliwe jest również jego produkowanie z gazu syntezowego w procesie syntezy Fischera-Tropscha. Wykorzystanie sztucznie otrzymywanego metanu możliwe jest w dwóch wariantach:
- oczyszczenie surowca (np. biogazu) w sposób zapewniający nieszkodliwość dla rurociągów, a następnie wprowadzenie go do gazociągu w niewielkiej ilości, co nie spowoduje przekroczenia norm jakości gazu w sieci przesyłowej,
- oczyszczenie surowca, a następnie usunięcie z niego składników, których zawartość spowoduje niespełnienie norm jakości (przede wszystkim składników niepalnych obniżających wartość opałową i pary wodnej) i wprowadzenie go jako jedynego paliwa do sieci przesyłowej.

Wykorzystanie zastępczego gazu ziemnego z jednej strony pozwala na utylizację niekiedy uciążliwego odpadu (gaz wysypiskowy), a z drugiej na zwiększenie bezpieczeństwa energetycznego i niezależności od importu.

## Podział gazu ziemnego
Ze względu na zawartość składników węglowodorowych:
- suchy (mało propanu i wyższych węglowodorów)
- mokry (propan i wyższe węglowodory w ilościach od 5–10%)

Ze względu na zawartość azotu:
- gazy bezazotowe (zawartość azotu poniżej 1–3%)
- gazy niskoazotowe (zawartość azotu w granicach 3–10%)
- gazy zaazotowane (zawartość azotu powyżej 10%)

Ze względu na zawartość siarkowodoru (siarki):
- gazy małosiarkowe (zawartość siarkowodoru poniżej 0,3%)
- gazy siarkowe (zawartość siarkowodoru w granicach 0,3–3%)
- gazy wysokosiarkowe (zawartość siarkowodoru powyżej 3%)